# Жольт Татар
Жольт Татар (угор. Zsolt Tatár; нар. 18 серпня 1981) — колишній угорський тенісист.
Найвищу одиночну позицію світового рейтингу — 703 місце досяг 10 червня 2002, парну — 776 місце — 18 серпня 2003 року.

## Фінали ITF Ф'ючерс

### Парний розряд: 3 (0–3)
| Результат | В-П | Дата     | Турнір                       | Покриття | Партнер            | Суперники                          | Рахунок          |
| --------- | --- | -------- | ---------------------------- | -------- | ------------------ | ---------------------------------- | ---------------- |
| Поразка   | 0–1 | Тра 2003 | Угорщина F2, Годмезевашаргей | Ґрунт    | Шебе Кіш           | Корнель Бардоцький Гергей Кішдєрдь | 1–6, 6–7(4)      |
| Поразка   | 0–2 | Тра 2004 | Угорщина F2, Годмезевашаргей | Ґрунт    | Мелле ван Ґемерден | Корнель Бардоцький Габр'єл Морару  | 5–7, 7–6(3), 3–6 |
| Поразка   | 0–3 | Сер 2004 | Хорватія F4, Чаковець        | Ґрунт    | Шебе Кіш           | Іван Церович Крешимир Риц          | 6–7(8), 4–6      |